# Pomorski Związek Żeglarski
Pomorski Związek Żeglarski (oficjalny skrót PoZŻ, tłumaczenie na język angielski - Pomeranian Sailing Association, skrót PSA) jest związkiem stowarzyszeń i osób prawnych, który zajmuje się uprawianiem, rozwojem i popularyzacją żeglarstwa. Założony został 17 maja 1965 roku, mieści się w Gdyni, a jego terenem działania jest województwo pomorskie. Jest członkiem zwyczajnym Polskiego Związku Żeglarskiego.

## Działalność
Celem działalności Pomorskiego Związku Żeglarskiego jest zrzeszanie klubów i stowarzyszeń żeglarskich, wspieranie rozwoju żeglarstwa we wszystkich jego formach oraz reprezentowanie interesów stowarzyszonych w nim organizacji i osób, w tym:
- organizowanie i rozwijanie żeglarstwa oraz jego popularyzacja;
- popieranie działań członków w zakresie żeglarstwa regatowego;
- upowszechnianie i wspieranie rekreacji żeglarskiej;
- upowszechnianie zainteresowań problemami gospodarki morskiej i ochrony środowiska morskiego;
- propagowanie i kształtowanie w społeczeństwie potrzeby i umiejętności racjonalnego i kulturalnego spędzania wolnego czasu na wodzie.

PoZŻ reprezentuje stowarzyszonych żeglarzy wobec władz państwowych i samorządowych, przedstawia tym władzom oraz innym stowarzyszeniom i organizacjom wnioski w sprawach dotyczących rozwoju żeglarstwa, a także w miarę potrzeby pełni wobec nich funkcje fachowego organu doradczego. Ponadto reprezentuje żeglarstwo pomorskie w organizacjach krajowych i międzynarodowych, realizuje zadania zlecone przez administrację samorządową, prowadzi działalność w zakresie promocji polskiego żeglarstwa w kraju i zagranicą oraz szkolenia oraz doskonalenie zawodowe trenerów, instruktorów sportu, instruktorów związkowych i sędziów. Związek przeprowadza także egzaminy na stopnie żeglarskie w ramach otrzymanych uprawnień. Od 2021 roku PoZŻ jest też armatorem żaglowca „Pogoria”.
Najważniejsze wydarzenia organizowane i współorganizowane obecnie przez Pomorski Związek Żeglarski, to:
- akcja Pomorze na morze, czyli rejsy dla mieszkańców Pomorza[5]
- Pomorska Gala Żeglarska - podsumowanie sezonu, na którym przyznawane są nagrody Kryształowy Żagiel[6]
- Żeglarska Konferencja Bezpieczeństwa[7]
- szkolenie Akademia Regatowa[8]
- regaty - cykl Puchar Bałtyku Południowego[9], Żeglarski Puchar Kaszub[10], Puchar Korsarza[11], Memoriał Juliusza Sieradzkiego[12], Regaty Konsulów[13]
- odsłanianie tablic zasłużonych żeglarzy w Alei Żeglarstwa Polskiego w Gdyni[14]
- współpraca z Żeglarski.info Portalem Informacyjnym[15]
- Żeglarska Parada Świętojańska, która organizowana jest co roku podczas gdyńskich obchodów Nocy Świętojańskiej[16]
- Pomorska Szkoła Żeglarstwa i Edukacji Morskiej, która prowadzi zajęcia dla dzieci, młodzieży i dorosłych[17]
- wydawanie książek o tematyce żeglarskiej, m.in. „Za sterem. Od krawcowej do kaphornowca” Miry Urbaniak, „Bezpieczeństwo i ratownictwo morskie na południowym Bałtyku. Przełom XIX i XX wieku (od Świnoujścia do Piasków)” Antoniego F. Komorowskiego, trzeciego wydania „Z goryczy soli moja radość” Teresy Remiszewskiej[18]
- gdyńska odsłona festiwalu filmów żeglarskich JachtFilm[19]
- wystawy, m.in. „Uskrzydlone marzenia” - 49 marynistycznych obrazów i grafik Jerzego Józefa Tyszki oraz 15 obrazów związanych z tematyką morską, których autorką jest Anna Jarzyna[20]

## Historia

### Przedwojenne korzenie
Początki struktur związkowych na Pomorzu sięgają drugiej połowy lat 30. ub. wieku. W 1937 roku Polski Związek Żeglarski ustanowił w Gdyni Delegaturę Wybrzeże, na której czele stanął admirał Józef Unrug – dowódca Floty w Gdyni, komandor Oddziału Morskiego Yacht Klubu Polski i organizator gdyńskiego jachtingu. Jej funkcjonowanie zostało przerwane przez II wojnę światową. W lipcu 1945 roku PZŻ nowym delegatem mianował Stanisława Szymborskiego, przedwojennego harcerza i późniejszego profesora Politechniki Gdańskiej. W 1946 roku powstał Zarząd Delegatury Wybrzeże, pierwszy organ, który skupiał przedstawicieli klubów i organizacji żeglarskich z Pomorza. Taka forma organizacji istniała do 1951 roku, kiedy PZŻ został rozwiązany, podobnie jak większa część klubów. Wraz z jego reaktywacją w 1956 roku powstały okręgi, które organizowały lokalne życie żeglarskie. Okręg Gdański wydawał patenty i konsultował budowę nowych pawilonów klubowych w Gdyni, otrzymał też w administrowanie basen żeglarski imienia Mariusza Zaruskiego. Zarząd Okręgu ustanowił również nagrodę im. Conrada dla najlepszego rejsu w sezonie.

### Samodzielny okręg

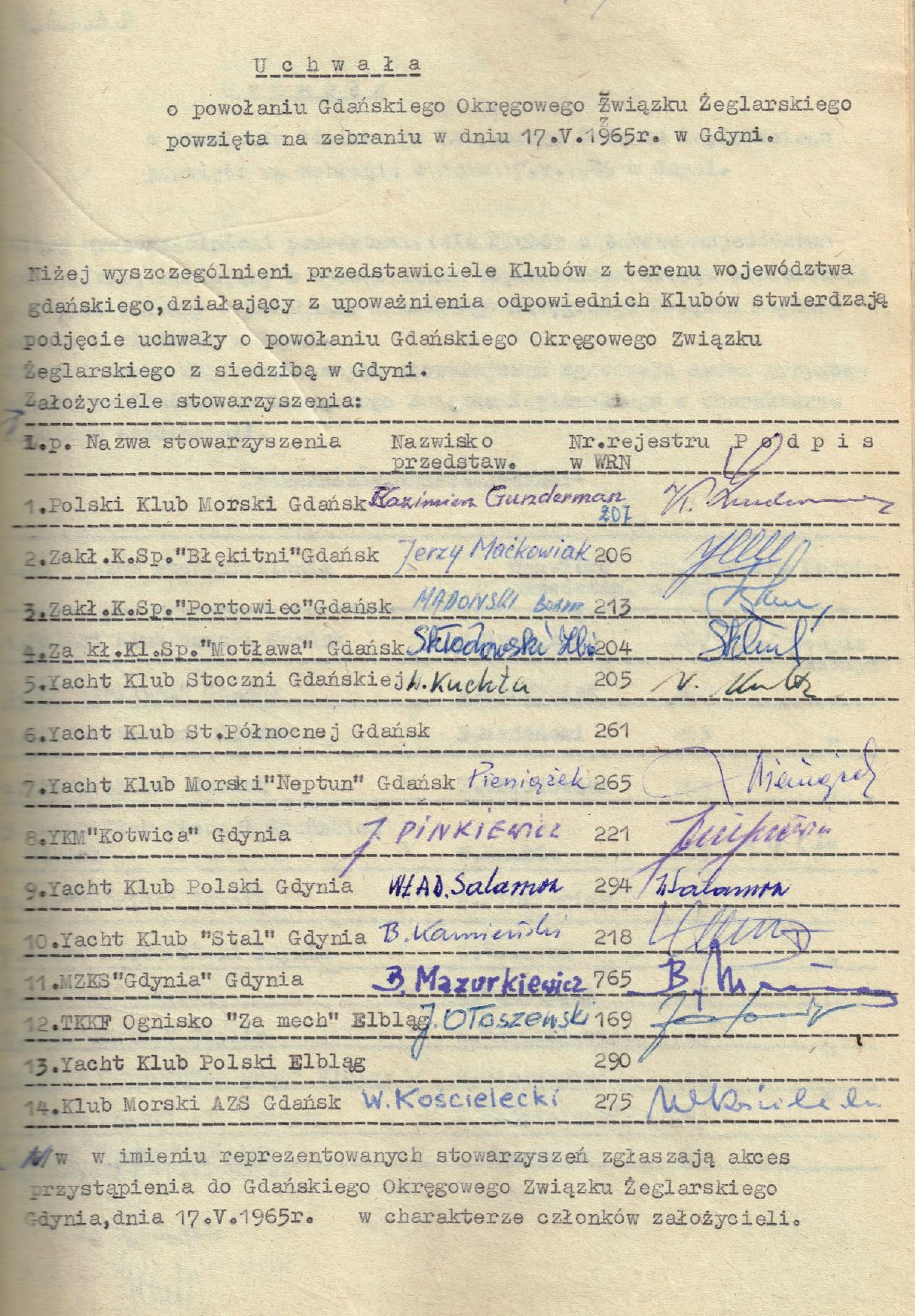
Lista założycieli Gdańskiego Okręgowego Związku Żeglarskiego, obecnie Pomorskiego Związku Żeglarskiego, z 17 maja 1965 roku.

Szybko po reaktywacji Polskiego Związku Żeglarskiego okazało się, że jego forma organizacyjna mocno odstaje od potrzeb gwałtownie rozwijającego się żeglarstwa. Problemem była zwłaszcza organizacja sejmików, które z roku na rok gromadziły coraz więcej uczestników. Rozwiązaniem była decentralizacja PZŻ, który składać się miał z samodzielnych Okręgowych Związków Żeglarskich, do których przystępowałyby kluby i stowarzyszenia. Na sejmiku w 1965 roku zaakceptowano nowy system, otwierając tym samym drogę do powstawania niezależnych struktur w regionie. Na Pomorzu Zarząd Okręgu zwołał zebranie organizacyjne na 17 maja 1965 roku. Pojawili się na nim przedstawiciele najważniejszych klubów – Polskiego Klubu Morskiego Gdańsk, Zakładowego Klubu Sportowego „Błękitni” Gdańsk, Zakładowego Klubu Sportowego „Portowiec” Gdańsk, Zakładowego Klubu Sportowego „Motława” Gdańsk, Yacht Klubu Stoczni Gdańskiej, Yacht Klubu Morskiego „Neptun” Gdańsk, Yacht Klubu Morskiego „Kotwica” Gdynia, Yacht Klubu Polski Gdynia, Yacht Klubu „Stal” Gdynia, Morskiego Związkowego Klubu Sportowego „Gdynia” Gdynia, Towarzystwa Krzewienia Kultury Fizycznej „Zamech” Elbląg i Klubu Morskiego AZS Gdańsk. Pierwszym prezesem Gdańskiego Okręgowego Związku Żeglarskiego został dotychczasowy przewodniczący Okręgu – Wojciech Orszulok – który funkcję tę pełnił do końca 1966 roku. Przez kolejne dwa lata jego pracę kontynuował Romuald Pietraszek, dyrektor Urzędu Morskiego w Gdyni.

### Złoty czas żeglarstwa
W 1968 roku na prezesa wybrany został Stanisław Bejger, który sprawował tę funkcję do 1975 roku – w niezwykle bogatym dla polskiego żeglarstwa okresie. W 1971 roku w oparciu o GOZŻ powstała Rada Rozwoju Żeglarstwa, która miała na celu zdobywanie dofinansowania dla żeglarskich inicjatyw. W regatach OSTAR-72 wzięło udział dwóch pomorskich zawodników. W końcu ruszyła budowa pawilonów klubowych w Gdyni, a w 1974 roku udało się zorganizować Operację Żagiel. Sam Związek po licznych perturbacjach znalazł niewielką siedzibę przy ulicy Słowackiego w Gdyni i rozpoczął przygotowania do budowy przy gdyńskiej marinie Domu Żeglarza, który miał być centrum życia żeglarskiego. Niestety spory o kształt inwestycji i kryzys gospodarczy lat 80. spowodowały, że ciekawy projekt architektoniczny nie został nigdy zrealizowany.

### Głośne rejsy
Po wyjeździe Stanisława Bejgera z Gdyni, w GOZŻ przez cztery lata stanowisko prezesa obejmowały kolejno trzy osoby: Zdzisław Łukasiewicz, Stefan Gierke i Czesław Znajewski. Nie przeszkodziło to jednak zarówno wydaniu pierwszego Informatora Żeglarskiego, jak i wsparciu głośnych rejsów – Krystyny Chojnowskiej-Liskiewicz dookoła świata czy Dariusza Boguckiego Do obu Ameryk. W 1979 roku prezesem został Bolesław Mazurkiewicz, który po 13 latach nieprzerwanego pełnienia tej funkcji, przez aklamację został ogłoszony prezesem honorowym. Zasłużenie, bo także dzięki niemu pomorskie żeglarstwo spokojnie przetrwało trudne lata 80. Duża część wysiłku Związku szła na poszukiwanie funduszy na działalność własną i klubów, a problemem było nawet zdobycie paliwa do motorówek. Próbowano obchodzić wprowadzone wraz ze stanem wojennym zakazy żeglugi – stąd o Puchar Gdańska żeglarze rywalizowali na… Zalewie Zegrzyńskim. Żywe były za to ideały Solidarności – Rada Trenerów już 8 września 1980 roku wystosowała własne 14 wniosków i postulatów, w tym dotyczący powołania związku zawodowego pracowników resortu kultury fizycznej i sportu.

### Wyzwania przełomu
Choć Bolesław Mazurkiewicz wprowadzał Związek w lata 90., to Bogdan Kamieński i Tomasz Gajek mierzyli się ze wszystkimi wyzwaniami przełomu XX i XXI wieku. A problemów było sporo – zmniejszenie dotacji z Urzędu Wojewódzkiego na funkcjonowanie Związku czy stopniowy upadek przedsiębiorstw patronujących klubom. Przed Związkiem otworzyły się jednak nowe możliwości – współorganizacja żeglarskich konferencji bezpieczeństwa czy Festiwalu Sail-94 – a pomorscy sportowcy coraz lepiej radzili sobie na międzynarodowych imprezach. W 1999 roku powstało województwo pomorskie i zmienił się obszar działalności Związku. Dołączyły do niego wówczas kluby znad jeziora Charzykowskiego. Zmianie uległa nazwa - na Pomorski Okręgowy Związek Żeglarski. W 2009 roku Stanisław Kalinowski rozpoczął, a zastępujący go od 2011 roku Edward Kinas kontynuował, organizację gal żeglarskich podsumowujących sezon.

### Modernizowanie Związku

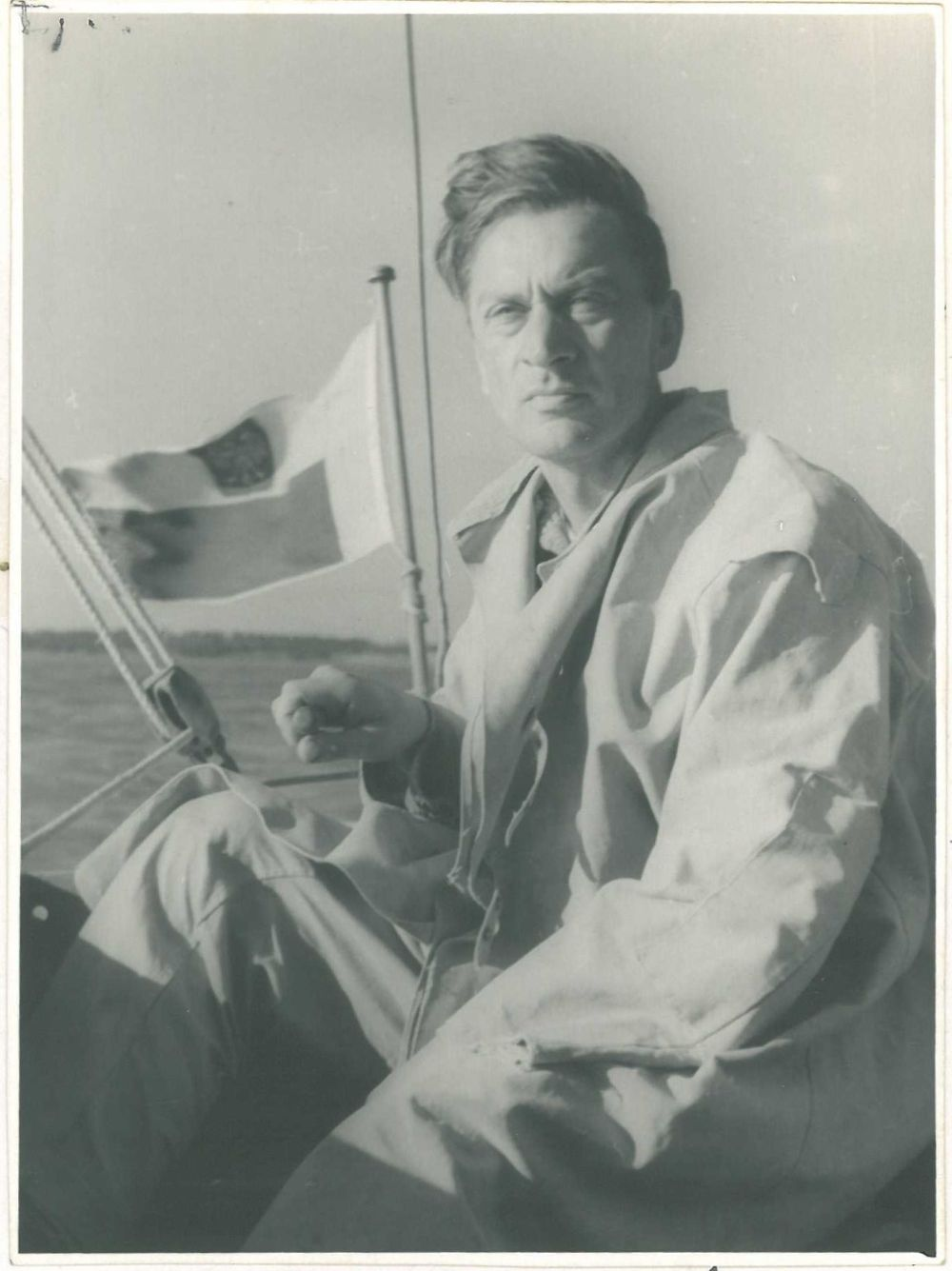
Wojciech Orszulok, pierwszy prezes Gdańskiego Okręgowego Związku Żeglarskiego, obecnie Pomorskiego Związku Żeglarskiego

W 2012 roku prezesem został Bogusław Witkowski, który reformowanie Związku rozpoczął od znalezienia nowej, przestronnej siedziby w pawilonie YACHT KLUBU POLSKI GDYNIA. W 2013 roku do życia powołano Biuro Prasowe, które zajęło się promocją żeglarstwa i organizacją wielu projektów. Spośród największych akcji wymienić można Kino pod żaglami, Muzeum Żeglarstwa Pomorskiego czy Pomorze na morze. Rozpoczęto także wydawanie rocznika „Hals”. W 2014 roku zmianie uległo również logo – herb województwa pomorskiego zastąpił herb Gdańska – oraz nazwa, która brzmi odtąd Pomorski Związek Żeglarski. W 2015 roku we współpracy z PoZŻ uruchomiony został Żeglarski.info Portal Informacyjny, oficjalnie zarejestrowany tytuł prasowy, który jest również witryną Związku. 27 grudnia 2021 roku PoZŻ został armatorem żaglowca STS „Pogoria”.

### Dotychczasowi Prezesi Pomorskiego Związku Żeglarskiego
- 17.05.1965 – 18.12.1966 – Wojciech Orszulok
- 18.12.1966 – 15.12.1968 – Romuald Pietraszak
- 15.12.1968 – 05.03.1975 – Stanisław Bejger
- 05.03.1975 – 14.04.1976 – Zdzisław Łukasiewicz
- 14.04.1976 – 27.02.1977 – Stefan Gierke, p.o. prezesa
- 27.02.1977 – 25.02.1979 – Czesław Znajewski
- 25.02.1979 – 16.02.1992 – Bolesław Mazurkiewicz
- 16.02.1992 – 14.04.1996 – Bogdan Kamieński
- 14.04.1996 – 16.03.2008 – Tomasz Gajek
- 16.03.2008 – 27.03.2011 – Stanisław Kalinowski
- 27.03.2011 – 31.03.2012 – Edward Kinas, p.o. prezesa
- 31.03.2012 – Bogusław Witkowski[22]

## Członkowie

### Zwyczajni
- 77 RACING CLUB
- Akademicki Klub Morski w Gdańsku
- Chojnicki Klub Żeglarski
- Gdański Klub Morski LOK im. Zaruskiego
- Gdański Klub Żeglarski
- Gminny Klub Sportów Wodnych „Kilwater” Gowidlino
- Harcerski Jacht Klub „Wodnik” Gdańsk
- Harcerski Krąg Morski „Bryzg” Puck
- Jacht Klub Marynarki Wojennej „Kotwica” w Gdyni
- Jacht Klub Morski „Gryf” Gdynia
- Jacht Klub „Portowiec” Gdańsk
- Jachtklub Stoczni Gdańskiej
- Klub Motorowo-Żeglarski „Bliza” Gdańsk
- Klub Sportowy „Damroka”
- Klub Sportowy „Iskra” Akademii Marynarki Wojennej
- Klub Sportowy „Zatoka” Puck
- Klub Turystyki Żeglarskiej „ELEMIR”
- Klub Wodny LOK Starogard Gdański
- Klub Żeglarski „POLPHARMA” Starogard Gdański
- Klub Żeglarski „VI-KING” Człuchów
- KS AZS AWFiS Gdańsk
- Ludowy Klub Sportowy Charzykowy
- MKŻ „Arka” Gdynia
- Morskie Stowarzyszenie Regatowe Gdynia
- Narodowy Związek Klasy Vaurien w Polsce
- Polski Klub Morski w Gdańsku
- Polskie Stowarzyszenie Klasy 2020
- Polskie Stowarzyszenie Klasy O'pen Skiff
- Polskie Stowarzyszenie Klasy Puck
- Sekcja Żeglarska GKP Neptun
- Sekcja Żeglarska KU AZS Politechniki Gdańskiej
- Sopocki Klub Żeglarski Ergo Hestia Sopot
- Stowarzyszenie Gdański Klub Morski „Cedrus”
- Stowarzyszenie Jachtklub Morski Roda
- Stowarzyszenie Port Mechelinki
- Tczewski Klub Morski
- UKS Centrum Sportów Wodnych OPTY Ustka
- UKS Gdyńska Akademia Żeglarstwa
- UKS Gryf Goręczyno
- UKS Hals
- UKS Jastarnia
- UKS „Kałębie” Osiek
- UKS „Kotwica” Gdynia
- UKS „Navigo” Sopot
- UKS Opti Osiek
- UKS „Wiking” Kamienica Królewska
- UKS „Wodniacy” Garczyn
- UKŻ „Lamelka” Kartuzy
- UKŻ Opti CWM Gdynia
- Yacht Club Gdańsk
- Yacht Club Rewa
- Yacht Klub Człuchów
- Yacht Klub Polski Gdynia
- Yacht Klub Północny Gdańsk
- Yacht Klub „Stal” Gdynia
- Żeglarski UKS „Stężyca”

### Wspierający
- Centralny Ośrodek Sportu Akademickiego
- EMPATIA – Fundacja Na Rzecz Integracji Społecznej
- Fundacja Aktywnie i Zdrowo
- NZOZ Centrum Rehabilitacji Mira-Med Jarosław Popiołkiewicz
- PRO AIR spółka z o.o.
- SEKSTANT – Szkoła Żeglarstwa Maciej Sodkiewicz
- START-UP Paweł Wilkowski[23]

## Władze w latach 2024-2028

### Zarząd

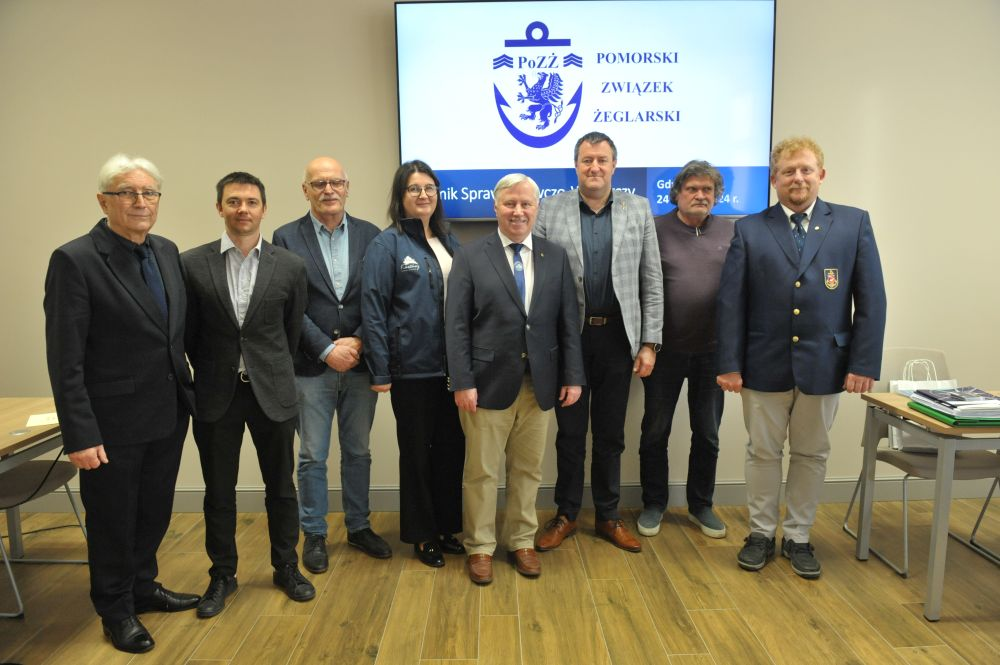
Członkowie Zarządu PoZŻ w kadencji 2024-2028 (od lewej): Leopold Naskręt, Piotr Oleksiak, Jarosław Kukliński, Hanna Kajeta, Bogusław Witkowski, Sebastian Wójcikowski, Eugeniusz Ginter i Maciej Polański.

- Bogusław Witkowski - prezes Zarządu
- Leopold Naskręt - wiceprezes ds. organizacyjnych
- Sebastian Wójcikowski - wiceprezes ds. sportu
- Jarosław Kukliński - wiceprezes ds. armatorskich, skarbnik
- Hanna Kajeta - sekretarz
- Eugeniusz Ginter - członek Zarządu ds. sportu
- Jakub Pankowski - członek Zarządu ds. żeglarstwa śródlądowego
- Piotr Oleksiak - członek Zarządu ds. współpracy międzynarodowej
- Maciej Polański - członek Zarządu ds. bezpieczeństwa i ratownictwa morskiego

### Komisja Rewizyjna
- Maksymilian Paśko
- Katarzyna Hawrus
- Damian Wiercioch

### Sąd Koleżeński
- Leszek Batko
- Ryszard Włudzik
- Małgorzata Rogalska[24]

## Wybrane osiągnięcia

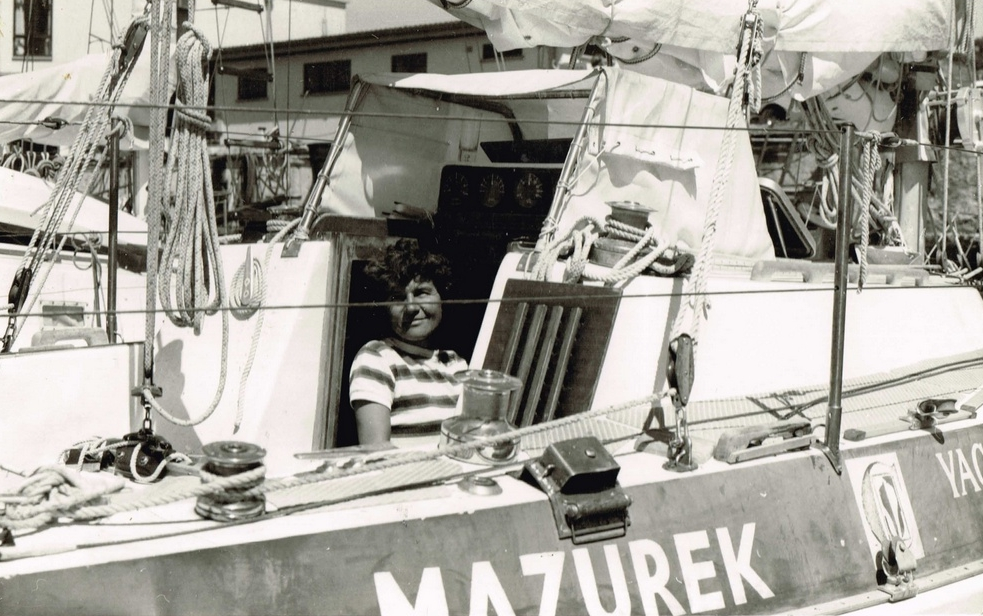
Krystyna Chojnowska-Liskiewicz na jachcie „Mazurek”, na którym jako pierwsza kobieta samotnie opłynęła świat.

- 1967 – rejs Wacława Liskiewicza (AKM Gdańsk) z załogą na „Swarożycu III” na Spitsbergen
- 1967-1969 – wokółziemski samotny rejs Leonida Teligi (JKM Gryf Gdynia)
- 1972 – udział Teresy Remiszewskiej (JKMW „Kotwica” Gdynia) w samotnych, transatlantyckich regatach OSTAR
- 1973-1974 – udział jachtów „Copernicus” pod dowództwem Zygfryda „Zygi” Perlickiego (YK Stal Gdynia) i „Otago” pod dowództwem Zbigniewa Pieńkawy (Jachtklub Stoczni Gdańskiej) w regatach Whitbread Round the World Race (obecnie The Ocean Race)
- 1976-1978 – samotny wokółziemski rejs Krystyny Chojnowskiej-Liskiewicz (AKM Gdańsk) – pierwsze w historii opłynięcie świata przez kobietę
- 1976-1980 – samotne opłynięcie świata przez Zbigniewa Puchalskiego (JKM Gryf Gdynia)
- 1981 – rejs „Gedanii” (Jachtklub Stoczni Gdańskiej) wokół Spitzbergenu
- 1988 – piąte miejsce na Mistrzostwach Świata Juniorów w klasie 470 zajął Igor Szrubkowski
- 1997 – zwycięstwo Romana Paszke z załoga w regatach Admiral’s Cup na „MK Cafe”
- 2001 – mistrzostwo Europy w klasie Laser Macieja Grabowskiego (SKŻ Ergo Hestia Sopot/MKŻ Arka Gdynia)
- 2012 – brązowy medal w klasie RS:X na Igrzyskach Olimpijskich w Londynie Przemysława Miarczyńskiego (SKŻ Ergo Hestia Sopot)